# Acianthera ochreata
Acianthera ochreata é uma espécie de orquídea epífita, família Orchidaceae, que existe nos estados da Paraíba, Pernambuco, Bahia, Alagoas e Minas Gerais, no Brasil. São plantas médias, robustas, de crescimento subcespitoso, com caules de curtos a alongados, levemente comprimidos lateralmente na porção superior; folhas muito espessas e acanoadas ou quase cilíndricas; inflorescência também comprimida lateralmente, cerca de dez flores amarelas ou alaranjadas, ocasionalmente listradas de púrpura, mais ou menos espaçadas, com ovário triangular e sépalas exteriormente dotadas de  carena central longitudinal. Trata-se de planta muito próxima da Acianthera glumacea da qual difere por ser muito mais robusta, com inflorescências mais curtas e flores mais curtas e normalmente aglomeradas na inflorescência, muitas vezes com inflorescência dobrada sobre si mesma. Hoje sabe-se que está incluída entre os clados de Acianthera.

## Publicação e sinônimos
- Acianthera ochreata (Lindl.) Pridgeon & M.W.Chase, Lindleyana 16: 245 (2001).

Sinônimos homotípicos:
- Pleurothallis ochreata  Lindl., Edwards's Bot. Reg. 21: t. 1797 (1835).
- Humboltia ochreata (Lindl.) Kuntze, Revis. Gen. Pl. 2: 668 (1891).

Subespécie:
- Acianthera ochreata subsp. cylindrifolia (Borba & Semir) Borba, Sitientibus, Ciênc. Biol. 3: 23 (2003).

Sinônimos homotípicos:
- Pleurothallis ochreata subsp. cylindrifolia Borba & Semir, Ann. Bot. (U.K.) 90: 225 (2002).